# Amblycipitidae
Os Amblycipitidae são uma família de bagres, comumente conhecidos como bagres torrent. Inclui três gêneros, Amblyceps, Liobagrus e Xiurenbagrus, e cerca de 36 espécies.

## Taxonomia
A família Amblycipitidae é um grupo monofilético contendo quatro gêneros monofiléticos, Amblyceps, Liobagrus, Nahangbagrus e Xiurenbagrus. É a família sisoróide mais basal e é irmã de um clado formado pelas famílias restantes. Os gêneros Amblyceps e Liobagrus são um par de grupos irmãos que, por sua vez, são irmãos de Xiurenbagrus.

## Distribuição e habitat
Esses tipos de peixes podem ser encontrados em riachos rápidos de água doce no sul e no leste da Ásia, incluindo o Paquistão, passando pelo norte da Índia até a Malásia, China, Coréia e Japão. Os Amblyceps são principalmente distribuídos na Índia e na Península Malaia. Os peixes Liobagrus são distribuídos na bacia do rio Yangtze , Taiwan, Japão e Península da Coreia. As espécies do gênero Xiurenbagrus estão distribuídas apenas na bacia do Rio das Pérolas.

## Descrição
Os peixes desta família possuem barbatanas dorsais cobertas por pele. Uma nadadeira adiposa também está presente e se funde com a nadadeira caudal em algumas espécies. A base da barbatana dorsal é curta e o espinho da barbatana dorsal é fraco. A base da barbatana anal é curta. Existem quatro pares de barmil milhões. A linha lateral é pouco desenvolvida ou ausente. Amblyceps e Liobagrus espécies crescem cerca de 10 cm (3.9 in) SL.
Liobagrus é mais robusto do que Amblyceps, as narinas estão juntas em Amblyceps e distintamente separadas em Liobagrus, e as espécies de Amblyceps têm uma aba em forma de copo acima das barbatanas peitorais que está ausente em Liobagrus. Além disso, Amblyceps tem lábios dobrados duas vezes e margens das nadadeiras pigmentadas de forma diferente da cor de fundo, enquanto Liobagrus tem lábios com dobra única e margens das nadadeiras mais claras do que a cor de fundo.